# Radovanje (Velika Plana)
Radovanje (em cirílico: Радовање) é uma vila da Sérvia localizada no município de Velika Plana, pertencente ao distrito de Podunavlje, na região de Veliko Pomoravlje. A sua população era de 543 habitantes segundo o censo de 2011.

## Demografia
| 1948 | 1953 | 1961 | 1971 | 1981 | 1991 | 2002 | 2011 |
| ---- | ---- | ---- | ---- | ---- | ---- | ---- | ---- |
| 1129 | 1131 | 937  | 840  | 847  | 770  | 689  | 543  |